# Автошлях N2 (ПАР)
Автошлях N2 — національний маршрут у Південній Африці, який пролягає від Кейптауна через Джордж, Гкеберха, Іст-Лондон, Мтату, Порт-Шепстоун і Дурбан до Ермело. Це головна магістраль країни уздовж узбережжя Індійського океану. Його поточна довжина 2255 кілометрів робить його найдовшим пронумерованим маршрутом у Південній Африці.
До 1970 року позначення N2 застосовувалося лише до маршруту з Кейптауна до Дурбану.
Станом на 2018 рік планується перебудувати національний маршрут N2 від Порт-Шепстоуна до Мтатхи на коротшу ділянку дороги. Проект планується завершити у 2024 році, і це дозволить скоротити довжину маршруту на 85 кілометрів. Разом із уже існуючою дорогою N2 від Мтатхи до Східного Лондона маршрут буде відомий як Платний маршрут Дикого узбережжяю

## Маршрут
Основні міста вздовж маршруту N2 включають Кейптаун, Сомерсет-Вест, Каледон, Свеллендам, Моссел-Бей, Джордж, Кнісна, Плеттенберг-Бей, Хумансдорп, Порт-Елізабет, Ґремстаун, Консе (колишнє місто короля Вільяма), Бішо, Східний Лондон, Мтатха, Кокстад, Порт Шепстоун, Дурбан, КваДукуза, Емпангені, Піт Ретіф і Ермело.

### Західний Кейп
Мис Метрополь

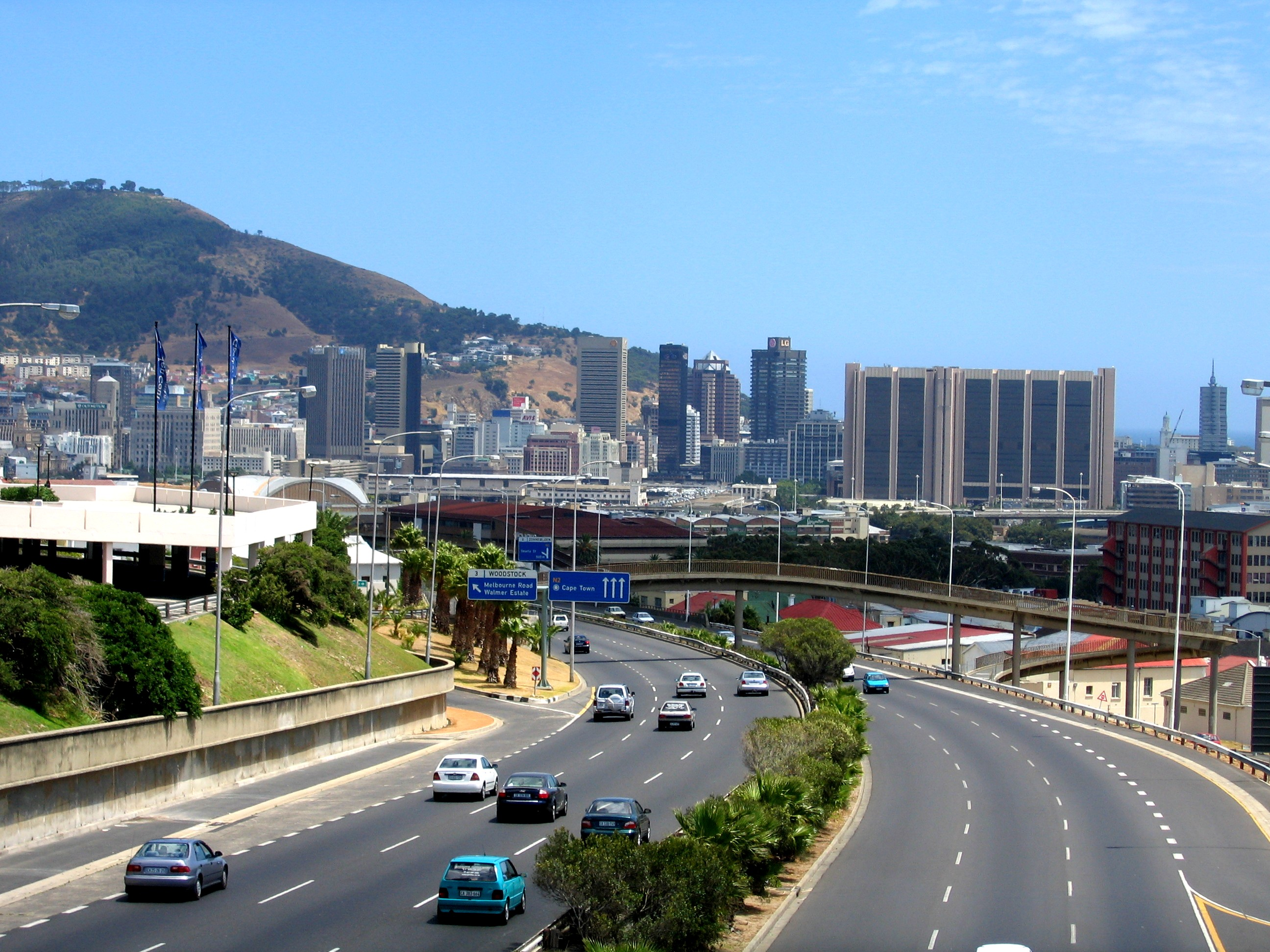
N2, також відомий у цій точці як Східний бульвар (нині бульвар Нельсона Мандели), оскільки він входить у City Bowl Кейптауна.

N2 починається в центрі Кейптауна на північному кінці вулиці Буйтенграхт (M62), біля входу на набережну Вікторії та Альфреда. Перша ділянка N2 спільна з початком N1 є чотирисмугова надземна автомагістраль, яка проходить уздовж смуги землі між центром міста та портом Кейптауна. На східній околиці центру міста дві дороги розходяться, і N2 повертає на південь, як бульвар Нельсона Мандели, перетинаючи двори та під’їзні колії залізничного вокзалу Кейптауна.
Виїжджаючи з центрального ділового району (CBD), N2 спускається на рівень землі після R102 Christiaan Barnard на рампі у Вудстоку. Продовжуючи приблизно схід-південний схід, N2 перетинає кілька доріг у районі Вудстока, особливо Roodebloem Road, яка забезпечує доступ до головної дороги M4 та університетського маєтку, розташованого на північно-західних схилах Піка Диявола. Після виїзду з району Вудсток N2 зустрічається з M3 Phillip Kgosana Drive від південної частини City Bowl. На вершині хребта Моубрей в обсерваторії ці дві дороги зливаються у величезне шосе з 10 смугами руху та огинають медичний кампус Кейптаунського університету та лікарню Гроут-Шур, а потім розділяються в нижній частині хребта, а М3 прямує до Кейптаунського університету та Південне передмістя. Це перехрестя під назвою Hospital Bend було ареною частих вузьких місць і аварій через відсутність смуг попереднього відбору. Однак цю ділянку дороги було значно модернізовано та зроблено безпечнішою.
Оверберг
Після перевалу сера Лоурі N2 піднімається на перевал сера Лоурі, щоб увійти в регіон Оверберг. Далі проходить біля міста Грабоу на плато Готтентот-Голланд перед тим, як спуститися через перевал Хоугук до Ботрів'єра. Потім маршрут проходить через сільськогосподарські рівнини через міста Каледон, Рів'єрсондеренд, Свеллендам і Ріверсдейл, щоб знову підійти до узбережжя в затоці Моссел, що позначає початок Садового шляху.
Садова дорога
Трохи на захід від Моссел-Бей N2 знову стає розділеною автострадою та залишається такою до перехрестя з N9 / N12 біля Джорджа. Звідти він прямує через перевал Каймана до Вілдернессу, а потім до Книсни та затоки Плеттенберг. Після затоки Плеттенберг ділянка дороги є платною як Tsitsikamma Toll Route, головним чином через міст Блукренс (перетинає річку Bloukrans). Альтернативний маршрут пролягав через Нейчерс-Веллі, але його закрили у 2007 році після збитку від повені. Міст Блукранс позначає кордон із Східною Капською провінцією.

### Східний Кейп
Після перетину мосту Bloukrans N2 стає дорогою Sunshine Coast Road, що проходить через південну околицю природного заповідника Tsitsikamma, і повертає статус автостради між Nompumelelo та Witsiebos. Вона проходить на схід як 2-смугова автомагістраль з одною проїжджою частиною, оминаючи курортні міста Джефріс-Бей і Сент-Френсіс-Бей, а також місто Хьюмансдорп. Мости вздовж перехресть регіональних доріг з N2 мають розширені палуби, що вказує на амбіції майбутнього дублювання всієї ділянки N2 між Номпумелело та Колчестером. Вона перетворюється на 4-смугову автостраду з подвійною проїзною частиною біля мосту Ван Стаденс, який позначає її в’їзд до муніципалітету Нельсона Мандели, третього за величиною мегаполісу вздовж N2. Далі продовжується на схід до міста Геберха (колишній Порт-Елізабет).
Затока Нельсона Мандели

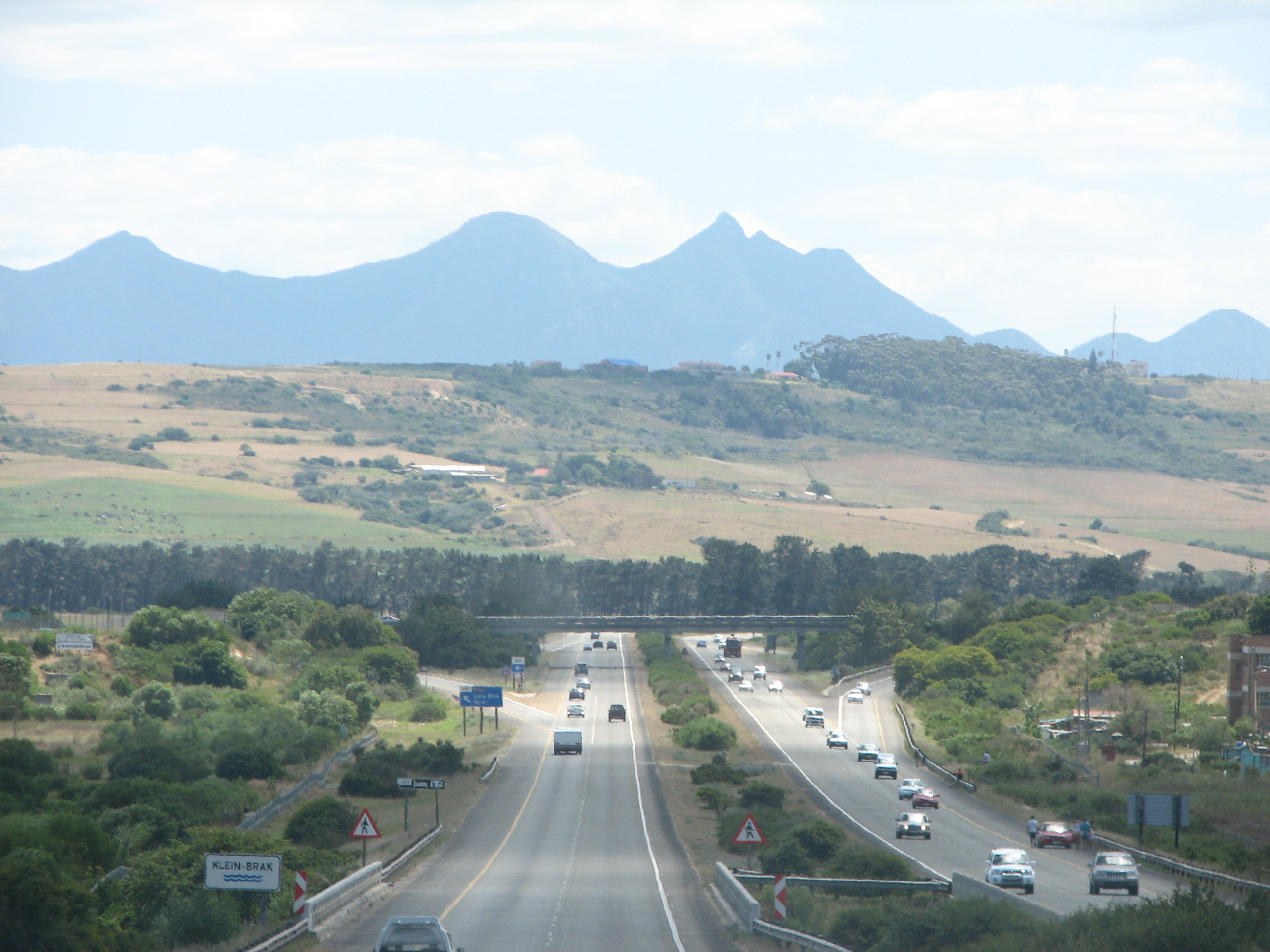
Автострада N2 між Джорджем і Моссел-Бей

Після мосту Van Stadens N2 зустрічається з R102, який забезпечує альтернативний маршрут до KwaNobuhle та Ейтенгахе (колишній Uitenhage) через R334. Потім вона в’їжджає в Гкеберху як 4-смугова автомагістраль з подвійною проїзною частиною. Він пролягає на схід повз передмістя Кабега-Парк і Тулбарг, а потім повертає на північний схід відразу після перехрестя R102 Крагга-Камма-роуд/Кейп-роуд у Мор-Гроув. Потім він оминає передмістя Ньютон-Парк і Корстен перед зустріччю з R75 на комерційному перехресті, де R75 сполучає центр міста Гкеберха на півдні та Карієгу та Граафф-Рейнет на півночі.
Баффало Сіті (Консе - Східний Лондон)
У Qonce (Місто Короля Вільяма) у Баффало-Сіті вона зустрічається з R63, а після кількох перехресть зі світлофором N2 повертає на схід-південний схід до узбережжя, зустрічаючи його в Східному Лондоні.

### Квазулу-Натал
N2 входить в Квазулу-Натал на вершині Брукс-Нек, після чого обходить Кокстад на півдні. Це також місце, де N2 зустрічається з R56 від Matatiele. N2 і R56 мають спільні знаки на 43 кілометри (27 миля), до якого R56 відділяється від N2 біля Стаффордс-Пост. Потім N2 пролягає на схід-південний схід повз сільські міста Гардінг та Ізінголвені (eZinqoleni), щоб увійти в Порт Шепстоун із заходу через його передмістя Марбург, зустрівшись з північно-східною кінцевою станцією шосе R61 (альтернативний маршрут від Мтати) на Oribi Toll Plaza. Ця розв'язка з R61 має бути східним кінцем платного маршруту N2 Wild Coast зі Східного Лондона через Мтату та Порт Едвард.

## Дивись також
- Автомобільні шляхи ПАР